# Polypedilum clavatum
Polypedilum clavatum är en tvåvingeart som beskrevs av Jean-Jacques Kieffer 1917. Polypedilum clavatum ingår i släktet Polypedilum och familjen fjädermyggor.
Artens utbredningsområde är Paraguay. Inga underarter finns listade i Catalogue of Life.